# Sent Frajol
Sent Frajó (francès  Saint-Frajou) és un municipi francès situat al departament de l'Alta Garona i a la regió d'Occitània.